# Patricio Pablo Pérez
Patricio Pablo Pérez (Buenos Aires, Argentina, 27 de junio de 1985) es un futbolista argentino que juega como mediocampista en Comunicaciones del barrio porteño de Agronomía.

## Trayectoria
Pérez surgió de las divisiones inferiores de Vélez Sársfield donde debutó jugando como mediapunta en 2001 teniendo solo 17 años de edad. A pesar de ser considerado desde un principio como una de las grandes promesas del club, Pérez nunca pudo afianzarse en el equipo titular por lo cual fue prestado al León de México en 2005, Chacarita en la primera mitad de 2007 y Everton de Chile en la segunda mitad de ese mismo año. En 2008, con la llegada de Hugo Tocalli a la dirección técnica de Vélez, el mediapunta regresó al club para pelear un puesto en el equipo.
En 2009 paso a Defensa y Justicia donde jugó 28 partidos y anotó 5 goles. También tuvo un paso por el fútbol de Australia en el Central Coast Mariners en el año 2010.
En el año 2011, arribó a Boca Unidos donde no logró jugar con tanta continuidad, solo 14 partidos haciendo 3 goles con la camiseta correntina. le convirtió a Rosario Central, a Gimnasia y Esgrima La Plata y a Patronato de Paraná. Para 2012, Pérez fue transferido justamente a Patronato donde pudo alcanzar lo que buscaba a base de buenos rendimientos, jugó 10 partidos convirtiéndole a Douglas Haig.

## Clubes
| Club                   | País      | Año       |
| ---------------------- | --------- | --------- |
| Vélez Sársfield        | Argentina | 2001-2005 |
| León                   | México    | 2005      |
| Vélez Sársfield        | Argentina | 2006      |
| Chacarita              | Argentina | 2007      |
| Everton                | Chile     | 2007      |
| San Martín (T)         | Argentina | 2008      |
| Defensa y Justicia     | Argentina | 2009      |
| Central Coast Mariners | Australia | 2010-2011 |
| All Boys               | Argentina | 2011      |
| Patronato              | Argentina | 2012-2013 |
| Once Caldas            | Colombia  | 2014-2016 |
| Excursionistas         | Argentina | 2016-2017 |
| Comunicaciones         | Argentina | 2017-2018 |
| Atlético San Miguel    | Argentina | 2018-2019 |

### Resumen estadístico
| País / División  | Partidos | Goles | Promedio |
| ---------------- | -------- | ----- | -------- |
| Once Caldas S.A. | 65       | 11    | 0,15     |
| Total en carrera | 65       | 11    | 0,15     |

## Selección nacional
Pérez jugó con los seleccionados argentinos juveniles desde temprana edad. En 2005 reemplazó al lesionado José Sosa en el plantel que jugó, y ganó, la Copa Mundial de Fútbol Juvenil.

## Palmarés

### Campeonatos nacionales
| Título          | Club            | País      | Resultado | Año  |
| --------------- | --------------- | --------- | --------- | ---- |
| Torneo Clausura | Vélez Sársfield | Argentina | Campeón   | 2005 |

### Copas internacionales
| Título                         | Club                | País         | Resultado | Año  |
| ------------------------------ | ------------------- | ------------ | --------- | ---- |
| Copa Mundial de Fútbol Juvenil | Selección Argentina | Países Bajos | Campeón   | 2005 |